# Sukkur
Sukkur (Urdu: سکھر  Sindhi: سکر) es una localidad de Pakistán, en la provincia de Sindh.

## Demografía
Según estimación 2010 contaba con 493 438 habitantes.